# LED Storm
LED Storm o Led Storm, uscito anche con il titolo Mad Gear (マッドギア) o Rally 2011 Led Storm (ラリー2011·レッドストーム), è un videogioco arcade di guida futuristica e violenta, pubblicato nel 1988 dalla Capcom. Successivamente venne pubblicato per i computer Amiga, Amstrad CPC, Atari ST, Commodore 64 e ZX Spectrum dall'etichetta Go! della U.S. Gold, solo con il titolo LED Storm, spesso presentato come L.E.D. Storm. Era annunciata anche una conversione per PC IBM, ma non risulta che sia uscita.
Come appare già nel volantino dell'arcade, LED sta per Lazer Enhanced Destruction (lett. "distruzione potenziata al laser"), sebbene nel gioco non siano presenti laser.

## Modalità di gioco
LED Storm è un gioco di guida e combattimento a scorrimento verticale verso l'alto, spesso paragonato a Bump 'n' Jump o a Spy Hunter. La visuale è dall'alto e il giocatore controlla un autoveicolo che può spostarsi orizzontalmente sullo schermo, cambiare velocità e fare grandi salti, come in Bump 'n' Jump, per evitare ostacoli e per schiacciare veicoli avversari. Lo scorrimento dello schermo avviene anche in orizzontale a seconda dei movimenti laterali, sebbene il veicolo sia sempre rivolto verso l'alto.
La Capcom produsse almeno due versioni dell'arcade con sequenza introduttiva diversa e differenze importanti nel gameplay. Quella più comune, intitolata LED Storm o Mad Gear (recanti rispettivamente le date 1988 e 1989), dà la possibilità a inizio partita di scegliere fra tre tipi di veicoli con prestazioni un po' diverse: auto da Formula 1, Porsche 959 e camion. La versione Rally 2011 Led Storm (datata 1988), anche nota come Led Storm Rally 2011, ha un solo veicolo dall'aspetto più futuristico, ma in compenso il giocatore può trasformarlo quando lo desidera in una motocicletta e viceversa; inoltre i veicoli in questa versione fanno salti più piccoli, ma sono occasionalmente presenti dei trampolini che permettono di farne più grandi. Le conversioni per computer sono basate soprattutto sulla versione Rally 2011, sebbene la trasformazione in motocicletta sia possibile solo su Amstrad CPC e Commodore 64.
In ogni caso si affrontano 9 livelli attraverso paesaggi urbani o naturali, lungo strade sopraelevate, piste sterrate, vallate selvagge. I percorsi comprendono precipizi, bivi, ostacoli, e interruzioni nei cavalcavia superabili solo saltando. 
Si incontrano molti veicoli avversari da evitare, la maggior parte eliminabili saltandogli sopra, ma anche nemici particolari come enormi camion indistruttibili, un'auto con capacità simili alla propria, sganciatori di mine e rane mutanti che si aggrappano al veicolo rallentandolo e devono essere scrollate via.
Il mezzo del giocatore ha una barra di energia, rinnovata all'inizio di ogni livello, che cala progressivamente col tempo. Urti e incidenti vari causano rallentamenti e perdite di tempo e quindi di energia. Se l'auto si distrugge, ad esempio precipitando da una sopraelevata, viene subito sostituita senza che l'energia venga rinnovata. Il gioco termina solo se si esaurisce l'energia prima di completare un livello.
Per questo è necessario tenere un'alta velocità e raccogliere energia sotto forma di bonus lungo il percorso. Altri power-up conferiscono punteggio extra oppure una cupola che dà temporanea invincibilità. Molti bonus sono sospesi in aria e si possono ottenere solo saltando. Nelle versioni per computer si possono raccogliere anche taniche che forniscono una lettera della scritta "ENERGY", che una volta completata dà una ricarica molto grossa di energia.